# Shane Byrne (motociclista)
Shane Daniel Byrne (Lambeth, 10 dicembre 1976) è un pilota motociclistico britannico, ritiratosi dall'attività agonistica, sei volte campione britannico superbikeː nelle stagioni 2003, 2008, 2012, 2014, 2016 e 2017.

## Carriera
Cresciuto agonisticamente nelle gare di Superbike britanniche, nel 1998 partecipa a un weekend del mondiale Supersport a Brands Hatch, senza prendere il via alla gara. Nel 2002 esordisce nel mondiale Superbike come wild card, stessa modalità con cui partecipa nel 2003 alle gare di Brands Hatch, dove riesce a ottenere la vittoria in entrambe le corse; nello stesso anno vince il titolo britannico.
Nel 2004 è stato chiamato a partecipare al motomondiale in MotoGP dal team ufficiale MS Aprilia Racing alla guida della RS Cube, il compagno di squadra è Jeremy McWilliams. In questa annata il pilota si piazza al ventesimo posto assoluto in classifica con 18 punti. 

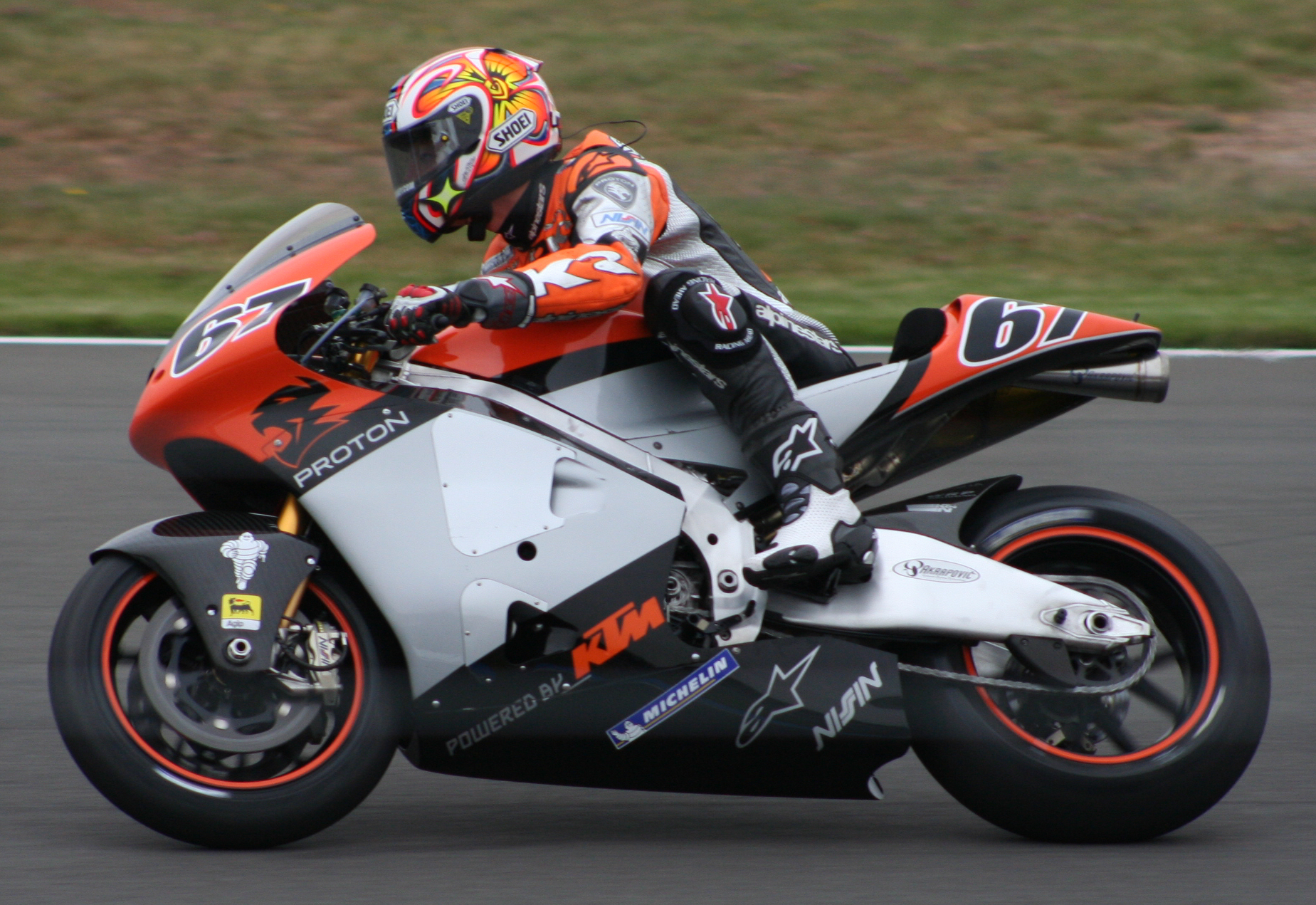
Byrne sulla Proton KTM del Team KR a Donington nel 2005.

Dopo aver partecipato anche ad alcune gare del motomondiale 2005, inizialmente a bordo della Proton KR5 motorizzata KTM del Team Roberts ed in seguito con una RC211V del team Camel Honda in sostituzione di Troy Bayliss, è ritornato a gareggiare nuovamente nella categoria inglese delle Superbike, vincendo il titolo nel 2008.
Nel 2009 partecipa al campionato mondiale Superbike con una Ducati 1098R del Team Sterilgarda. Conclude la sua prima stagione completa all'ottavo posto nella classifica generale con 192 punti, ottenendo come miglior risultato in gara il secondo posto in gara 1 nel Gran Premio di San Marino tenutosi sul circuito di Misano. Nella stessa stagione prende parte, in qualità di pilota wild card, al Gran Premio di Monza nel campionato italiano Superbike ottenendo pole position, vittoria e giro più veloce; i punti ottenuti gli consentono di classificarsi al dodicesimo posto in classifica.
Nel 2010 continua nel mondiale superbike sempre con una Ducati 1098R, ma passando al team Althea Racing con compagno di squadra Carlos Checa. Termina la stagione al decimo posto con 169 punti peggiorando i riscontri dell'anno precedente, non ottenendo nessun piazzamento a podio. 
Nel 2011 torna a correre nel campionato britannico Superbike, dove rimane anche nel 2012. Il 18 ottobre 2014 vince il suo quarto titolo nel British Superbike Championship; mentre nel 2016 vince il suo quinto titolo nazionale. Nel 2017 vince il sesto titolo nazionale, il primo ottenuto consecutivamente.
Il 17 maggio 2018, al terzo giro di pista nel corso della giornata di Test MSVR del British Superbike tenutisi a Snetterton, cade alla curva 3, riportando contusioni ad entrambi i polmoni, frattura di tutte le costole, quattro vertebre, collo in due punti, setto nasale, clavicola.

## Risultati in gara

### Campionato mondiale Supersport
| 1998 | Moto   |  |  |  |  |  |  |  |    |  |  |  | Punti | Pos. |
| ---- | ------ |  |  |  |  |  |  |  | -- |  |  |  | ----- | ---- |
| 1998 | Yamaha |  |  |  |  |  |  |  | NP |  |  |  | 0     |      |

| Legenda | 1º posto        | 2º posto            | 3º posto           | A punti      | Senza punti        | Grassetto – Pole position Corsivo – Giro più veloce |
| Legenda | Gara non valida | Non qual./Non part. | Ritirato/Non class | Squalificato | '-' Dato non disp. | Grassetto – Pole position Corsivo – Giro più veloce |

### Campionato mondiale Superbike
| 2002 | Moto   |  |  |  |  |  |  |  |  |  |  |   |   |  |  |  |  |  |  |    |    |  |  |  |  |  |  |  |  | Punti | Pos. |
| ---- | ------ |  |  |  |  |  |  |  |  |  |  | - | - |  |  |  |  |  |  | -- | -- |  |  |  |  |  |  |  |  | ----- | ---- |
| 2002 | Ducati |  |  |  |  |  |  |  |  |  |  | 9 | 5 |  |  |  |  |  |  | 10 | 10 |  |  |  |  |  |  |  |  | 30    | 21º  |

| 2003 | Moto   |  |  |  |  |  |  |  |  |  |  |  |  |  |  |  |  |   |   |  |  |  |  |  |  |  |  |  |  | Punti | Pos. |
| ---- | ------ |  |  |  |  |  |  |  |  |  |  |  |  |  |  |  |  | - | - |  |  |  |  |  |  |  |  |  |  | ----- | ---- |
| 2003 | Ducati |  |  |  |  |  |  |  |  |  |  |  |  |  |  |  |  | 1 | 1 |  |  |  |  |  |  |  |  |  |  | 50    | 16º  |

| 2009 | Moto   |     |     |   |    |   |    |    |   |    |    |   |     |    |    |   |   |   |   |   |   |    |     |     |   |   |   |   |   | Punti | Pos. |
| ---- | ------ | --- | --- | - | -- | - | -- | -- | - | -- | -- | - | --- | -- | -- | - | - | - | - | - | - | -- | --- | --- | - | - | - | - | - | ----- | ---- |
| 2009 | Ducati | Rit | Rit | 6 | 12 | 9 | 11 | 11 | 8 | 14 | 18 | 9 | Rit | 11 | 10 | 2 | 6 | 5 | 4 | 4 | 8 | 10 | Rit | Rit | 7 | 8 | 7 | 4 | 4 | 192   | 8º   |

| 2010 | Moto   |    |    |   |   |     |   |   |   |    |   |    |    |   |   |   |   |    |   |   |   |   |    |   |   |   |   |  |  | Punti | Pos. |
| ---- | ------ | -- | -- | - | - | --- | - | - | - | -- | - | -- | -- | - | - | - | - | -- | - | - | - | - | -- | - | - | - | - |  |  | ----- | ---- |
| 2010 | Ducati | 14 | 12 | 6 | 7 | Rit | 8 | 9 | 8 | 13 | 9 | 15 | 13 | 6 | 7 | 9 | 7 | 12 | 9 | 9 | 8 | 9 | 10 | 8 | 6 | 9 | 8 |  |  | 169   | 10º  |

| Legenda | 1º posto        | 2º posto            | 3º posto           | A punti      | Senza punti        | Grassetto – Pole position Corsivo – Giro più veloce |
| Legenda | Gara non valida | Non qual./Non part. | Ritirato/Non class | Squalificato | '-' Dato non disp. | Grassetto – Pole position Corsivo – Giro più veloce |

### Motomondiale
| 2004 | Classe | Moto    |    |     |    |    |    |     |    |    |    |    |  |    |  |  |  |  |  | Punti | Pos. |
| ---- | ------ | ------- | -- | --- | -- | -- | -- | --- | -- | -- | -- | -- |  | -- |  |  |  |  |  | ----- | ---- |
| 2004 | MotoGP | Aprilia | 15 | Rit | NP | 10 | 13 | Rit | 17 | 14 | 13 | NP |  | 13 |  |  |  |  |  | 18    | 20º  |

| 2005 | Classe | Moto              |     |    |  |     |    |    |    |    |     |     |  |  |    |    |  |  |  | Punti | Pos. |
| ---- | ------ | ----------------- | --- | -- |  | --- | -- | -- | -- | -- | --- | --- |  |  | -- | -- |  |  |  | ----- | ---- |
| 2005 | MotoGP | Proton KR e Honda | Rit | 16 |  | Rit | 16 | 16 | 17 | 15 | Rit | Rit |  |  | 14 | 13 |  |  |  | 6     | 24º  |

| Legenda | 1º posto        | 2º posto            | 3º posto            | A punti      | Senza punti        | Grassetto – Pole position Corsivo – Giro più veloce |
| Legenda | Gara non valida | Non qual./Non part. | Ritirato/Non class. | Squalificato | '-' Dato non disp. | Grassetto – Pole position Corsivo – Giro più veloce |